# 微山鱂
微山鱂（学名：Orestias minutus）為輻鰭魚綱鯉齒目鯉齒亞目鯉齒鱂科的其中一種，分布於南美洲的的喀喀湖流域，體長可達3.5公分，棲息在中底層水域，生活習性不明。
其种加词“minutus”意为“微小的”。